# Upplands runinskrifter 527
Upplands runinskrifter 527 är ett vikingatida runstensfragment av granit i Frötuna kyrka, Frötuna socken och Norrtälje kommun. Fragmentet finns i vapenhuset i Frötuna kyrka.

## Inskriften
Translitterering av runraden:
· ayiti ... [...si] atir : faþu(r) ... ...(k) : sut : (o) : kutloti : hkni : o : syk[um : in : ur : basti] : buti : uhlmstan :
Normalisering till runsvenska:
Øyndr ... [þann]si æftiʀ faður ... [to]k sott a Gutlandi, Hagni(?)/Agni(?) a Sikum(?). Hann(?) vaʀ bæzti bondi. Holmstæinn.
Översättning till nusvenska:
Önd [reste] denna [sten] efter [sin] fader ... på Gotland ... Han var den bäste bonde. Holmsten [ristade?].